# VfL Wittekind Wildeshausen
Der VfL Wittekind Wildeshausen (offiziell: Verein für Leibesübungen „Wittekind“ e. V.) ist ein Sportverein aus Wildeshausen. Die Fußballerinnen spielten ein Jahr in der Bundesliga.

## Verein
Im Jahre 1891 wurde mit dem Turn-Verein Wildeshausen die Urzelle des Vereins gegründet. Zweiter Stammverein ist der im Jahre 1907 gegründete Sport-Verein Wittekind Wildeshausen. Beide Vereine fusionierten schließlich zum heutigen VfL Wittekind Wildeshausen. Der Verein hat rund 2.000 Mitglieder. Die Vereinsfarben sind rot und weiß. Neben Fußball bietet der VfL Wittekind noch Handball, Kickboxen, Tischtennis, Turnen und Volleyball an.

## Frauenfußball

### Geschichte
Die Fußballerinnen verbuchten mit der niedersächsischen Meisterschaft 1977 ihren ersten großen Erfolg. Bis 1986 folgten fünf weitere Meisterschaften. 1980 und 1986 erreichte die Mannschaft bei der deutschen Meisterschaft jeweils das Viertelfinale, während in den anderen Jahren bereits im Achtelfinale Endstation war. Der niedersächsische Pokal konnte ebenfalls sechs Mal gewonnen werden. Bei der ersten Teilnahme am DFB-Pokal 1982 erreichte die Mannschaft auf Anhieb das Finale. In Frankfurt am Main verlor die Mannschaft gegen die SSG 09 Bergisch Gladbach mit 0:3.
Erst 1994 folgte mit dem Gewinn der Oberliga Nord der nächste Erfolg. In der Aufstiegsrunde war der VfL jedoch chancenlos. Zwei Jahre später wurde die Mannschaft erneut Oberligameister und schaffte in der Aufstiegsrunde ungeschlagen den Aufstieg in die Bundesliga. Als Vorletzter der Nordgruppe 1996/97 verpasste die Mannschaft nur knapp die Teilnahme an der Relegation zur im folgenden Jahr eingeführten eingleisigen Bundesliga. Zum Ende der Saison wurde die Abteilung jedoch aufgelöst.
Nach einer langjährigen Pause feierte der Frauenfußball in Wildeshausen im Jahre 2006 ein Comeback. Die Mannschaft begann in der Kreisliga und feierte am 23. Mai 2012 den Kreispokalsieg. Als Vizemeister der Kreisliga gelang der Mannschaft in der Saison 2013/14 der Aufstieg in die Bezirksliga Weser-Ems Mitte. Nach nur einem Jahr folgte der Abstieg in die Kreisliga Oldenburg-Land/Delmenhorst. Dort wurde die Mannschaft im Jahre 2016 Meister und kehrte in die Bezirksliga zurück.

### Erfolge
- DFB-Pokalfinalist 1982
- Meister der Oberliga Nord 1994, 1996
- Niedersächsischer Meister 1977, 1980, 1981, 1983, 1985, 1986
- Niedersächsischer Pokalsieger 1981, 1982, 1984, 1986, 1991, 1995

### Persönlichkeiten
- Hella Eckhoff
- Angelika Fehrmann
- Bettina Holzhüter
- Eva Schute
- Elisa Senß

## Männerfußball

### Geschichte
Die erste Männermannschaft schaffte im Jahre 2010 den Aufstieg in der Bezirksliga Weser-Ems 2. Fünf Jahre später lieferten sich die Wildeshauser ein Kopf-an-Kopf-Rennen um die Meisterschaft mit dem SV Atlas Delmenhorst. Am letzten Spieltag trafen beide Mannschaften beim VfL Wittekind aufeinander, wobei der Gastgeber einen Punkt Vorsprung hatte. Ein 1:1 reichte Wildeshausen für den Aufstieg in die Landesliga Weser-Ems. Mit 4000 Zuschauern wurde ein neuer deutscher Rekord für ein Bezirksligaspiel aufgestellt. 2017 folgte der Abstieg in die Bezirksliga, dem zwei Jahre später der Wiederaufstieg in die Landesliga folgte. Im Jahre 2023 stieg der VfL Wittekind erneut in die Bezirksliga ab, schaffte aber den direkten Wiederaufstieg. Doch schon in der folgenden Saison 2024/25 ging es wieder runter in die Bezirksliga.

### Erfolge
- Aufstieg in die Landesliga Weser-Ems: 2015, 2019, 2024

## Stadion
Die Heimspiele werden im Krandelstadion ausgetragen, welches Platz für 4000 Zuschauer bietet. Es wird auf Naturrasen gespielt. Das Stadion ist nach dem gleichnamigen Stadtwald benannt. Östlich des Stadions liegt das Krandelbad. Am 10. August 2007 fanden im Krandelstadion acht Zwischenrundenspiele der Faustball-Weltmeisterschaft statt.